# 宮崎静夫
宮崎 静夫（みやざき しずお、1927年 - 2015年4月12日）は、日本の洋画家、作家。シベリアに抑留された体験を元にした作品などを描く。

## 来歴
1927年（昭和2年）、熊本県阿蘇郡小国町に生まれる。1942年（昭和17年）下城尋常高等小学校を卒業した15歳の時、満蒙開拓青少年義勇軍に志願し満州に渡る。1945年（昭和20年）、シベリアに抑留され 4年間俘虜として過ごす。1949年（昭和24年）、帰国。
1957年（昭和32年）、熊本市の海老原美術研究所に入所し、海老原喜之助に師事する。1961年（昭和36年）、「ドラム缶のシリーズ」で、シェル美術賞佳作、熊日賞などを受賞する。1968年（昭和43年）より約1年間渡欧し遊学。1970年（昭和45年）より、戦争体験をもとにした「死者のために」シリーズを描き始める。
1998年（平成10年）、熊本県立美術館分館と島田美術館で回顧展を開催。2008年（平成20年）、熊本県芸術功労者として顕彰。2010年（平成22年）、第69回「西日本文化賞」を受賞する。作品は、熊本県立美術館、熊本市現代美術館、島田美術館、つなぎ美術館などに収蔵されている。
2015年（平成27年）4月12日、胃癌のため死去。87歳没。

## 主な著書
- 『宮崎静夫作品集』1998年、石風社
- 『絵を描く俘虜』1999年、石風社
- 『十五歳の義勇軍―満州・シベリアの七年』2010年、石風社
- 『軌跡―生きて描く八十年』2013年、熊本日日新聞社